# Highflyer
Highflyer (né le 18 octobre 1774, mort en 1793) est un étalon de course qui eut une grande influence sur la race du Pur-sang et est considéré comme l'un des 4 étalons du XVIIIe siècle à l'origine de la race telle qu'on la connait, avec Herod, Matchem, et Eclipse.

## Descendance
Highflyer est le père de Maria, qui a elle-même donné la jument Fair Ellen avec le Wellesley Arabian,.